# Holmes Conrad

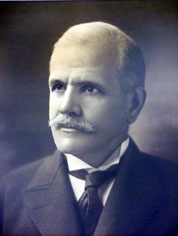
Holmes Conrad

Holmes Conrad (* 31. Januar 1840 in Winchester, Virginia; † 4. September 1915 ebenda) war ein US-amerikanischer Jurist, Politiker und United States Solicitor General.

## Biografie
Der Sohn des späteren Attorney General von Virginia, Robert Young Conrad, absolvierte nach dem Besuch der Winchester Academy eine Ausbildung am Virginia Military Institute und diente während des Sezessionskrieges als Major im 1st Virginia Cavalry Regiment der Confederate States Army. Nach dem Ende des Krieges setzte er sein Studium an der University of Virginia fort und erhielt 1866 die Zulassung als Rechtsanwalt im Bundesstaat Virginia. Nach einer mehrjährigen Tätigkeit als Anwalt wurde er als Vertreter der Demokratischen Partei 1878 in das Abgeordnetenhaus von Virginia gewählt und gehörte diesem bis 1882 an.
1893 wurde er Mitarbeiter im Justizministerium der Vereinigten Staaten und war zunächst bis 1895 Assistent des US Attorney General. Im Februar 1895 wurde Conrad von US-Präsident Grover Cleveland zum Solicitor General ernannt und nahm diese dritthöchste Position innerhalb des US-Justizministeriums bis Juli 1897 wahr.
Im Anschluss war er Lecturer für Englisches Recht an der Georgetown University.